# Doellingeria rugulosa
Doellingeria rugulosa là một loài thực vật có hoa trong họ Cúc. Loài này được (Maxim.) G.L.Nesom mô tả khoa học đầu tiên năm 1994.